# Heldreichia
Heldreichia é um género botânico pertencente à família Brassicaceae.